# Arie Wolter Willemsen
Arie Wolter Willemsen (Terwolde, 19 januari 1930 – Utrecht, 20 december 2003) was historicus en bibliothecaris van de Koninklijke Bibliotheek.

## Levensloop
In 1958 promoveerde hij op het proefschrift Het Vlaams nationalisme, 1914-1940. O.a. hiervoor werd hem in 1981 de Orde van de Vlaamse Leeuw toegekend. Onder Algemeen Bibliothecaris C. Reedijk van de Koninklijke Bibliotheek was hij vanaf 1957 wetenschappelijk ambtenaar, in 1969 werd hij eerste onderbibliothecaris tot hij in 1987 zelf tot Algemeen Bibliothecaris benoemd werd. Met de uitbreiding van de collecties en diensten (o.a. het Depot van Nederlandse Publicaties) voldeed de behuizing aan de Lange Voorhout niet meer. Hij was zeer nauw betrokken bij de bouw van de nieuwe bibliotheek bij het Station Den Haag Centraal, dat in 1982 geopend werd. Op 27 maart 1991 nam hij afscheid als bibliothecaris.
Hij was o.a. secretaris van het Genootschap De Nederlanden in Europa, lid van het hoofdbestuur van het Algemeen-Nederlands Verbond en voorzitter van de Nederlandse Taalunie. 
Meer dan veertig jaar lang was Arie … een bestendige aanwezigheid en vaak een drijvende kracht in nagenoeg alle organisaties die zich tot doel stelden de Nederlandse taalgemeenschap in haar geheel, op de grondslag van evenwaardigheid en wederzijds vertrouwen, uit te bouwen tot het “Nederlandse gemenebest” waar Johan Fleerackers - en Arie! - van droomden: geen politieke unie, maar een zelfbewuste, onverkrampte, volwassen culturele gemeenschap van twintig miljoen Nederlandssprekenden— Neerlandia/Nederlands van nu, jrg. 108, p. 13